# Leseförderung
Unter Leseförderung versteht man in der Pädagogik alle Maßnahmen, die darauf abzielen, einer Zielgruppe, die vor allem aus Kindern und Jugendlichen besteht, nicht nur Lesefähigkeit, sondern auch Motivation, Interesse und langfristige Freude am Lesen und an der Literatur zu vermitteln.

## Ziele
Die Tätigkeit des Lesens wirkt sich vielfältig auf den Leser aus. Insbesondere während des Heranwachsens hat Lesen einen großen Einfluss auf die Entwicklung von Kindern bis hin zu (jungen) Erwachsenen. Lesen ist grundsätzlich eine Schlüsselkompetenz, die in vielerlei Hinsicht von entscheidender Bedeutung ist – etwa für gesellschaftliche Teilhabe oder die Bildungsbiografie („schulischer Erfolg“).
Nach dem Mercator-Institut für Sprachförderung hat Leseförderung das Ziel der „altersgerechten Entwicklung der Lesekompetenz und eine damit verbundene Freude am Lesen“.
Besonders wichtig ist Leseförderung zur Förderung des Spracherwerbs und von landeskundlichen Kenntnissen für Migranten. Einen Beitrag dazu können mehrsprachige Bilderbücher leisten. Nur durch Lesen lernen sie die Schriftsprache des Zuwanderungslandes ausreichend kennen.

## Schauplätze

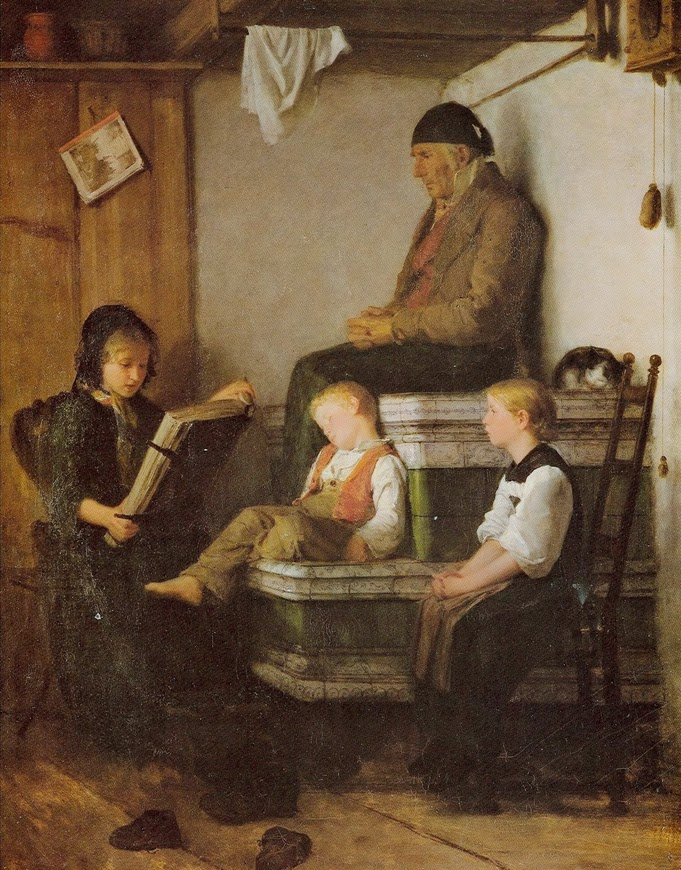
Vorlesen in der Familie (Gemälde von Albert Anker)

Die wirkungsvollste Leseförderung findet im Elternhaus statt, und zwar bereits im Kleinkind- und Vorschulalter. Das Vorbild der Eltern kann die Leseentwicklung und Literacy begünstigen. Das tägliche Vorlesen vom Kleinkindalter an in einem behaglichen Umfeld befördert das Interesse an Büchern und am Lesen. Dabei ist ein Bilderbuch geeignet, die Aufmerksamkeit eines Kindes zu gewinnen.
Weitere Leseförderung kann u. a. in der Vorschulerziehung (z. B. im Kindergarten), d. h. in Frühförderung, in der Schule (besonders in der Schulbibliothek), in anderen Bibliotheken, in schulischen oder außerschulischen Lese-Wettbewerben und durch spezielle Fernseh-, Computer- und Online-Programme geleistet werden. Durch solche Programme werden die Kinder und Jugendlichen gezielt angeleitet, zu lesen und dann Fragen am Computer zu beantworten. Beispiele, wie E-Learning-unterstützt Lesen von Büchern gefördert werden kann, sind die Programme Antolin und Lepion.
Die Idee einer Leseförderung, die über Lesefähigkeit auf einfachem Niveau hinausgeht und den Aspekt „Freude am Lesen“ in den Mittelpunkt stellt (an Stelle der bloßen Erfüllung von Lernzielen im Bereich Lesen), hat in viele schulische Richtlinien und Kerncurricula Eingang gefunden.
Im „systemischen Modell“ der Leseförderung öffnen sich Elternhaus und Schule auch weiteren Institutionen: So fühlen sich Schulbibliotheken, Schulmediotheken, öffentliche Bibliotheken, Buchhandlungen, Verlage, die Stiftung Lesen, das Schweizer Institut für Kinder und Jugendmedien SIKJM, der Österreichische Buchklub der Jugend, der Friedrich-Bödecker-Kreis, Literaturhäuser u. a. der Leseförderung verpflichtet. Sie organisieren z. B. Veranstaltungen des gemeinsamen Lesens, Wettbewerbe für Leser oder andere besondere Angebote.

## Studien
Im Mai 2021 wurde die Studie „21st-Century Readers - Developing Literacy Skills in a Digital World“ veröffentlicht, die Daten der PISA-Studien 2018 nutzt und den Zusammenhang zwischen digitalem Nutzungsverhalten und Lesen untersucht. Zentraler Befund ist, dass zunehmend weniger gelesen wird – während die Internetnutzung überproportional zunimmt.
Wissenschaftliche Untersuchungen (z. B. der Entwicklungspsychologie und der Lernpsychologie) zeigen, dass man schon in der Grundschule die Lesemotivation und Lesekompetenz wirksam fördern kann.
In Deutschland hat die Hälfte der 5- bis 6-jährigen Kinder Umgang mit dem Computer. Trotzdem spielen Bücher eine wesentliche Rolle im Leben von Jungen und Mädchen. Zu diesen Ergebnissen gelangt die dritte Jugend-Medienstudie der Stiftung Ravensburger Verlag.
Über 80 Prozent aller Kinder sehen regelmäßig fern, und ebenso viele lassen sich Bücher vorlesen oder schauen selbst Bilderbücher an. Bei der Frage nach ihrem Lieblingsmedium liegt das Schwergewicht eindeutig beim Fernsehen (Jungen 42,5 %, Mädchen 47,4 %), bei den Hörmedien wie Märchenkassetten (Jungen 20 %, Mädchen 31,6 %) und dem Buch (Jungen 22,5 %, Mädchen 13,6 %).
Trotzdem gibt es in der Biographie vieler Kinder einen Abbruch des Leseinteresses. Besonders zwischen dem 8. und 10. Lebensjahr sowie zwischen dem 11. und dem 13. Lebensjahr nehmen bei vielen die Lust am Lesen und die Zeit, die fürs Lesen aufgewandt wird, ab; das gilt besonders für Jungen. Der Anteil der Jugendlichen, die bei der PISA-Studie angegeben haben, nicht zum Vergnügen zu lesen, ist in Deutschland mit 42 Prozent besonders hoch. In der Gruppe der Jungen beträgt der Anteil sogar fast 55 Prozent. Kritiker behaupten, dass die Schulen durch die Art, wie im Unterricht mit Texten umgegangen werde, an dieser Entwicklung nicht völlig unschuldig seien. In der Phase, in der die Sozialisation von Jugendlichen durch Familie und Schule um ihre Altersgruppe erweitert wird, sollte die Schule auch im Hinblick auf Medienkompetenz Anknüpfungspunkte an die Freizeitkultur suchen.
Richard Bamberger empfahl, im Unterricht das Lesen am Stück einzuführen und jede Woche ein Buch zu lesen, anstatt eine oft mehrere Wochen hindurch auf kleine Abschnitte aufgeteilte Behandlung eines Buches.
Verschiedene Studien stellten fest, dass sich Unterschiede zwischen sozialen Gruppen auf die Lesekompetenz ihrer Kinder übertragen. Um sie abzubauen, entstand in den 60ern die Sesamstraße im Rahmen des Bestrebens des Lyndon B. Johnson, die Great Society zu erreichen. Auswertungen zeigten, dass die Unterschiede entgegen den Erwartungen zunahmen. Als Ursache galt zunächst, dass sich die Sesamstraße an fortgeschrittene Grundschüler richtete, während die größte Empfänglichkeit für Unterstützung bei Vorschulkindern besteht. Als in einer Studie ein auf letztere Zielgruppe abgestimmtes Computerprogramm in einer Bibliothek bereitgestellt wurde, nahmen erneut die Unterschiede zu statt ab, was auf mangelnden Einsatz armer Eltern zurückgeführt wurde.
Um die Entwicklung zur Multimodalität zu berücksichtigen, gelten systematische Anleitungen durch Lehrer als notwendig. Beim Einsatz von Tabletcomputern im Kindergarten sollte der Tastsinn beachtet werden, d. h. die Rolle der Hände als Element der Rückkopplung zum Gehirn bei der Entwicklung des Leseverhaltens.

## Situation in ausgewählten Ländern

### Deutschland
Das Lesen hat bei 15-Jährigen zwischen 2009 und 2018 in Deutschland abgenommen. Eine Sonder-Auswertung der PISA-Studien ergab, dass 50 Prozent aller Schüler ausschließlich nicht freiwillig lesen – was eine Steigerung um 11 Prozentpunkte darstellt. Der Geschäftsführer der Stiftung Lesen, Jörg F. Maas, wies in einem Artikel der Zeit darauf hin, dass die Lesefreude analog zu den Bildungsausgaben unterdurchschnittlich sei. Er empfiehlt eine systematische Leseförderung, die bereits vor dem Schulbesuch ansetze. Nach der Vorlesestudie der Stiftung Lesen aus dem Jahr 2019 würden ein Drittel aller Eltern ihren Kindern „kaum oder nicht regelmäßig“ vorlesen.
Die öffentlichen Bibliotheken in Deutschland suchen Freude am Lesen zu wecken, was inzwischen als gesamtgesellschaftlicher Auftrag gilt und mit Sprachförderung einhergeht. Buchbesprechungen im Fernsehen oder in den Zeitungen geben erwachsenen Förderern Hinweise, welche Bücher man Kindern und Jugendlichen schenken kann. Der Börsenverein des Deutschen Buchhandels veranstaltet u. a. jedes Jahr einen Vorlesewettbewerb.
Dass eine nicht in Angriff genommene oder misslungene Leseförderung schwerwiegende Konsequenzen hat, haben die deutschen Kultusministerien erkannt, wer nicht freiwillig und nicht gern liest, ist in der Regel auch durch einen Mangel an Disziplin und Konzentrationsmängel gekennzeichnet, die oft sogar dazu führen, dass Schüler nicht lesen und schreiben lernen. Dadurch ist der schulische Erfolg (Hauptschulabschluss als Minimum) bedroht. Betroffen von dieser Form des Bildungsversagens sind häufig auch Kinder aus Migrantenfamilien. Leseförderung ist daher aus schulischer Sicht eine zentrale Aufgabe aller Fächer und der gesamten Schule. Diesem Ansatz stellte sich das KMK-Projekt „ProLesen“, das von 2008 bis 2010 von allen sechzehn Bundesländern getragen wurde. Ein klar strukturiertes Konzept zur schulischen Leseförderung mit dem Ziel der deutlichen Reduzierung der sogenannten Risikogruppe der leseschwachen Schülerinnen und Schüler wird seit 2006 im Rahmen des Leseförderprojekts „Niemanden zurücklassen – Lesen macht stark“ umgesetzt. Im Unterricht werden dabei systematisch die wesentlichen Bausteine der Lesekompetenzförderung eingesetzt: Berücksichtigung des Leseinteresses, systematischer Einsatz von Lesestrategien, Leseanimation, Erhöhung der Lesezeit durch eine Lesewoche, Metakognition, leises Lesen und Methoden der Durchgängigen Sprachbildung beziehungsweise Deutsch als Zweitsprache im Regelunterricht und der Interkulturellen Bildung und Erziehung. Zudem wird die Leseförderung nicht nur als Anliegen aller Lehrkräfte der verschiedenen Unterrichtsfächer an einer Schule in einem Praxisfahrplan zur Leseförderung festgeschrieben, sondern die Schulleitung übernimmt im Rahmen des Projektmanagements eine besondere Verantwortung. Die wissenschaftliche Begleitung konnte eine deutliche Wirksamkeit des Konzepts „Lesen macht stark“ nachweisen.
Eine gelungene Leseförderung geht mit einer Schulung der Konzentrationsfähigkeit und der Disziplin einher, setzt diese aber zugleich auch voraus. Lesepaten fördern durch ehrenamtliches Engagement die Lesekompetenz.
Seit 1977 richtet sich die Deutsche Lesegesellschaft e. V. insbesondere an die jugendlichen Leser. 1988 übernahm die Stiftung Lesen die Nachfolge der Deutschen Lesegesellschaft e. V. Im Bundesland Niedersachsen wirkt die Akademie für Leseförderung als zentrale Anlaufstelle für alle dort in der Leseförderung Tätigen.
Einen Überblick über Leseförderung geben auch private Internet-Seiten, darunter der Bundesverband Leseförderung.
Einen nicht zu unterschätzenden Beitrag zur Leseförderung leisten Literaturfestivals. Ein Beispiel dafür ist das internationale literaturfestival berlin und vor allem dessen Kinder- und Jugendprogramm. Für jede Festivalausgabe lädt das Festival rund 20 renommierte internationale Kinder- und Jugendbuchautoren und -illustratoren ein, die für mehr als 10.000 Kinder und Jugendliche lesen.
Lesefördernd (durch Teilhabe) wirken auch die Leseclubs im Rahmen der Jugendjury des Deutschen Jugendliteraturpreises. Seit 2003 erstellen jährlich ca. 100 Jugendliche eine eigene Nominierungsliste und vergeben einen Preis.

### Gambia

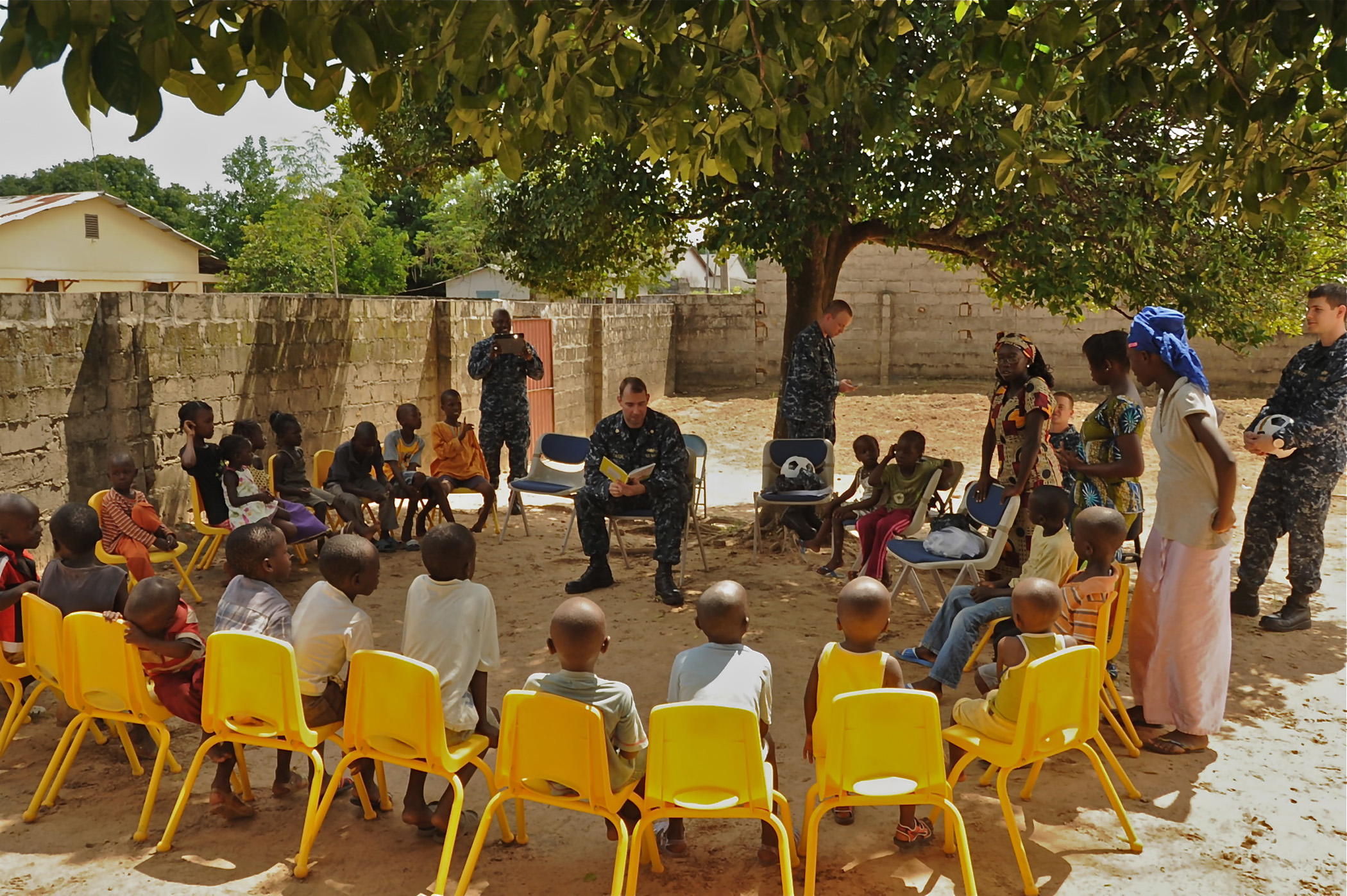
Ein Offizier des HSV-2 Swift liest Kindern der Internationalen Schule in Banjul aus einem Buch vor

2009 wurde in Gambia eine hohe Quote von Analphabetismus bei Schülern festgestellt, deren Ursache das Unterrichten ganzer Wörter in englischer Sprache war. Daher führte die Regierung 2011 ein Projekt zum Unterrichten von Kindern in nationaler Sprache ein. Den Kindern wurden einzelne Buchstaben erklärt, aus denen Wörter gebildet wurden. Bereits 2012 schnitten die so unterrichteten Kinder in Tests zehnmal besser ab als die Vergleichsgruppe. Das Ministerium für den primären und sekundären Bildungsbereich präsentierte die Ergebnisse des Projekts in umliegenden Ländern.
Bibliotheken sind bemüht, die Arbeit der oft überfüllten Schulen bei der Leseförderung zu unterstützen, sind aber abhängig von Spenden. Einzelfälle sind dagegen Lesungen durch Besucher, wie z. B. 2011 durch eine Einheit der United States Naval Forces Europe-Africa, die dennoch begrüßt wurde, da sie Kindern einen positiven Rahmen für die Beziehung zu Gästen bot im Unterschied zu bekannten Übergriffen durch Touristen. Eltern sind aufgrund mangelnder eigener Bildung kaum in eine Leseförderung ihrer Kinder eingebunden, unterstützen aber den Bau von Schulen mit Großfamilie und Dorfgemeinschaft.

### Japan

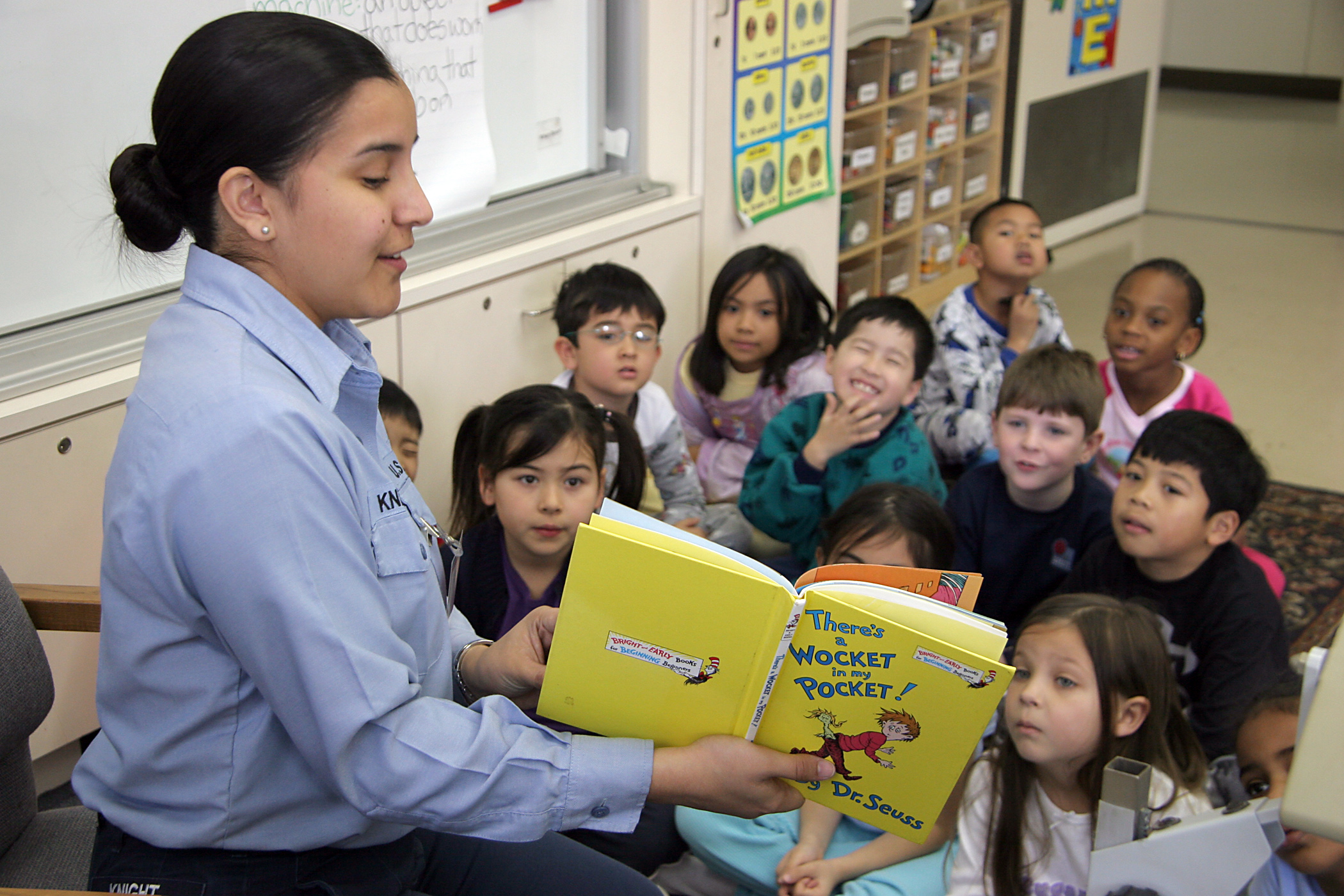
Eine Mitarbeiterin der Verwaltung der US-Militärstation bei Atsugi liest in einer Grundschule etwas vor

Ein Bericht eines japanischen Instituts für Sprachforschung stellte 1972 fest, dass nahezu alle japanischen Kinder bereits im Alter von 5 Jahren viele Buchstaben Hiragana lesen können. Dies wird darauf zurückgeführt, dass Eltern aus Bilderbüchern mit dieser Schrift vorlesen. Zudem spielen Kinder verbreitet Shiritori, was als nützlich für die Sprachwahrnehmung gilt.
2001 wurde ein Gesetz zur Leseförderung erlassen. 2004 ermittelte das Ministerium MEXT, dass entsprechende Aktivitäten vorwiegend von Grundschulen, weniger von höheren Schulen eingeführt wurden. Auch bemüht sich das Ministerium, Bibliotheken stärker einzubinden. Dazu wurden größere Schulen verpflichtet, Bibliothekare einzustellen. In der Praxis wurden diese allerdings für den Sachunterricht eingesetzt ohne speziellen Bezug zum Lesen. Einige Schulen akzeptieren ehrenamtlich vorlesende Personen in ihren Bibliotheken.
2008 stellte das Ministerium fest, dass Schulbibliotheken nicht nur das Lesen fördern, sondern auch die Digitalisierung vorantreiben sollten, wofür oft das Personal fehlte. Daher wurde ein Projekt gestartet, ein Supportbüro für mehrere Bibliotheken einzurichten. 2017 empfahl eine Studie, dass Erzieher und Lehrer sich bezüglich der Fortschritte der Kinder im Lesen mit den Eltern abstimmen sollten.

### Kanada

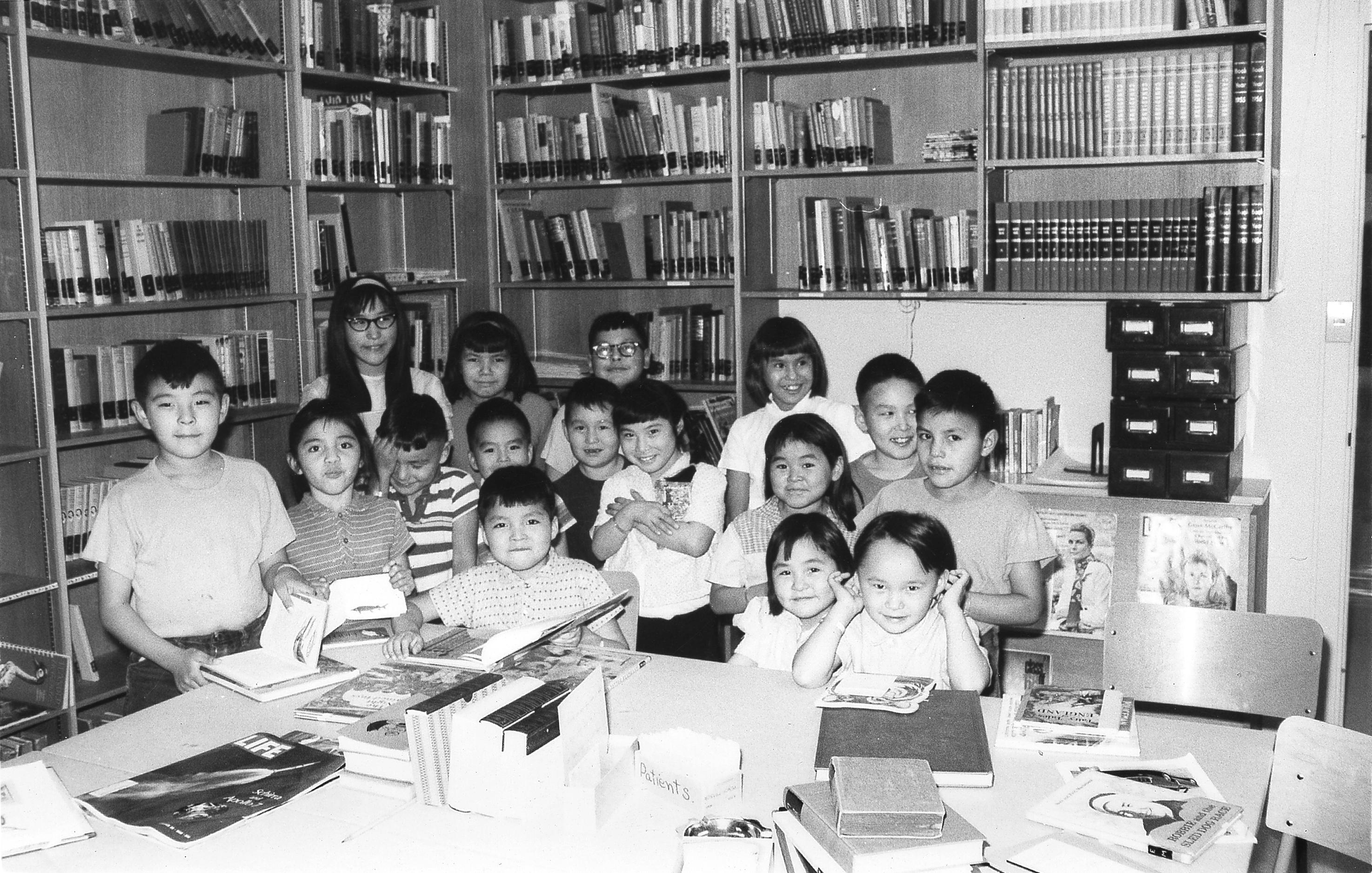
Kinder in einer Schulbibliothek in Alberta

In den 80ern wurde festgestellt, dass rund eine Million Einwohner Kanadas Analphabeten waren. Daraufhin wurde eine Zusammenarbeit von Behörden, Organisationen und Ehrenamtlichen zum Thema Literacy organisiert. Daran wirkte Joyce Fairbairn erheblich mit und wurde später mit dem Order of Canada ausgezeichnet. Die dem Thema zugewiesenen Finanzmittel wurden 2014 von Jason Kenney auf einen Restbetrag gestrichen, mit dem nunmehr nur eine grundlegende für den Arbeitsmarkt nötige Lesefähigkeit finanziert werden soll.
Weitere Studien ergaben, dass unterstützende häusliche Umgebungen förderlich für das Lesen waren. Die einheimische Bevölkerung Kanadas nutzt Bibliotheken oder selbst gekaufte Bücher. Zugewanderten Gruppen der Bevölkerung stehen Bücher in ihrer Landessprache oft nicht zur Verfügung, sodass sie auf digitale Medien ausweichen. Mit Leseprogrammen wie Canada Reads/Le combat des livres versucht man, alle Gruppen einschließlich der First Nations, der Inuit und der Métis mit Bibliotheken vertraut zu machen oder Bücher für die frühkindliche Bildung zu schenken.
Einer Umfrage unter Schülern zufolge schuf die etwa durch lautes Vorlesen geweckte Begeisterung für einen Text mehr Motivation zum eigenen Lesen als eine Leseempfehlung. Auch wirkte sich eine eigene Möglichkeit zur Auswahl eines Textes fördernd aus. Eine Studie zu kanadischen Jugendlichen, deren Leseinteresse abgenommen hatte, machte die fehlende tägliche Lesepraxis als Ursache aus.

### Laos

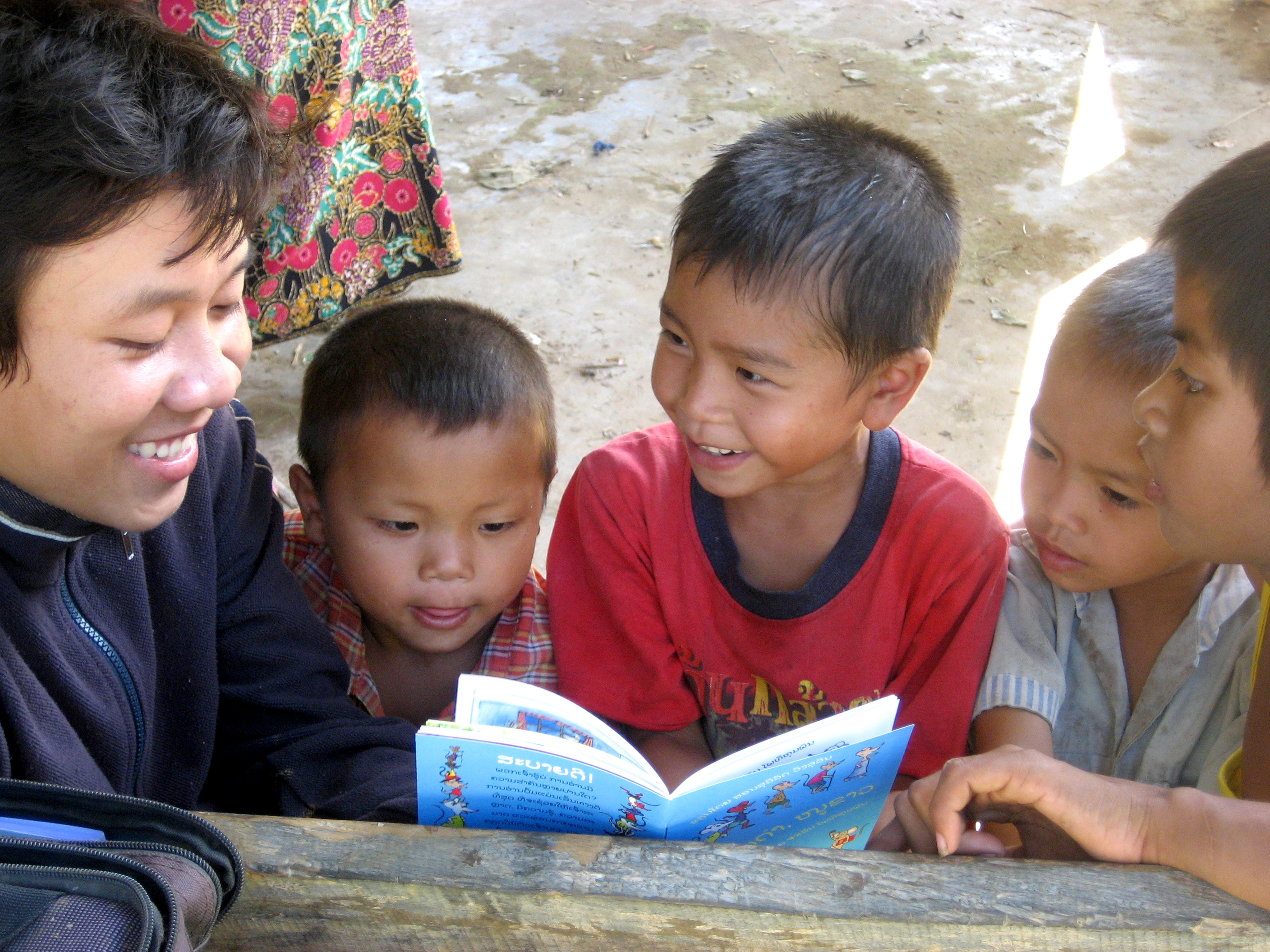
Ein Student liest Kindern in der Provinz Luang Prabang aus einem Buch vor

In Laos dient das Non-Profit-Projekt Big Brother Mouse der Leseförderung und finanziert sich im Wesentlichen aus Spenden. Es wurde von einem US-Amerikaner gegründet und ist als 501(c) organization mit bezahlten Geschäftsführern registriert. Es stellt Bücher in laotischer Sprache im Eigenverlag her, z. B. eine Sammlung traditioneller Geschichten des Landes, oder neu erarbeitete Texte in Anlehnung an das Werk des Theodor Seuss Geisel, oder das Märche Die kleine Meerjungfrau, oder auch eine Zusammenstellung ansprechender Fotos aus Wikimedia Commons mit geeigneter Beschriftung. Die Bücher werden in ländlichen Gegenden mit niedrigem Umfang der Alphabetisierung von ehrenamtlichen Personen verteilt, vorwiegend im Rahmen eines Festes für ein Dorf.

### Niederlande
Die Bemühungen der Schulen in den Niederlanden um Leseförderung werden durch Organisationen wie Stichting Lezen & Schrijven ergänzt. Einer IGLU-Studie zufolge haben 93 % der Schüler die Möglichkeit, bei Leseschwierigkeiten von speziell ausgebildeten Lehrern wie Sprachheilpädagogen unterstützt zu werden. Für Kinder mit Migrationshintergrund schreibt das Land anderthalb Stunden Sprachförderung pro Woche vor. Für diese Gruppe stellte eine Studie fest, dass der Umfang des muttersprachlichen Wortschatzes die Lesekompetenz in der Fremdsprache gut vorhersagte.

### Österreich
Das Land Niederösterreich versucht mit der Initiative Zeit Punkt Lesen die zentrale Bedeutung des Lesens für die persönliche Entwicklung, die Entfaltung kreativer Potenziale und der Auffassungsgabe hervorzuheben. Mit einer Vielzahl von Aktionen in Schulen und Kindergärten, aber etwa auch durch die Bereitstellung von Kinder- und Jugendliteratur in Krankenhäusern, soll positiv zur regionalen Lesekultur beigetragen werden. Die Aktionen umfassen Lesefeste, ein Lesemobil, Lesetheater und die Wahl des Lieblingsbuchs der Niederösterreicher.
Zudem werden vermehrt neue, interaktive Wege beschritten, um das Thema Lesen auch abseits klassischer Bildungseinrichtungen zu platzieren. Unter anderem wird ein Videofilmwettbewerb („Dreh-Buch“) veranstaltet, im Zuge dessen junge Menschen ihre liebste Lektüre filmisch darstellen können.

### Vereinigte Staaten
In den Vereinigten Staaten erlernen Kinder das Lesen im Alter von 5 Jahren im Kindergarten, der in den USA eine Einrichtung der Grundschulen ist. Die Mehrzahl der Kinder besucht schon zuvor, d. h. mit 3 oder 4 Jahren, ein Vorschulprogramm (Child Day Care, Preschool, Head Start), zu dessen Curriculum meist auch eine Lesepropädeutik gehört. Diese Kinder kennen, wenn sie mit fünf Jahren in den Kindergarten eingeschult werden, das Alphabet, können ihren Vornamen schreiben, können eine kleine Anzahl von Wörtern lesen und sind an den täglichen Umgang mit Büchern gewöhnt.
Kommerzielle elektronische Lernmaterialien wie z. B. das Hooked on Phonics-System sind in US-amerikanischen Familien mit Kindern im Vorschulalter sehr beliebt. Weit verbreitet sind auch unabhängige oder Industrie-gesponserte Online-Programme, die Vorschulkindern das Lesen vermitteln (early reading programs, reading programs) oder Kinder im Lesealter bei der Buchlektüre begleiten (reading motivation programs). Der nicht-kommerzielle Fernsehsender PBS produziert und sendet Programme für Kinder im Vorschulalter wie Reading Rainbow (1983–2006) und Between the Lions (seit 2000), in denen Bücher und Lesen ganz im Vordergrund stehen. Viele Buchhandlungen und die meisten öffentlichen Bibliotheken veranstalten Story Hours (Lesestunden), in denen Klein- und Vorschulkindern aus Bilderbüchern vorgelesen wird.

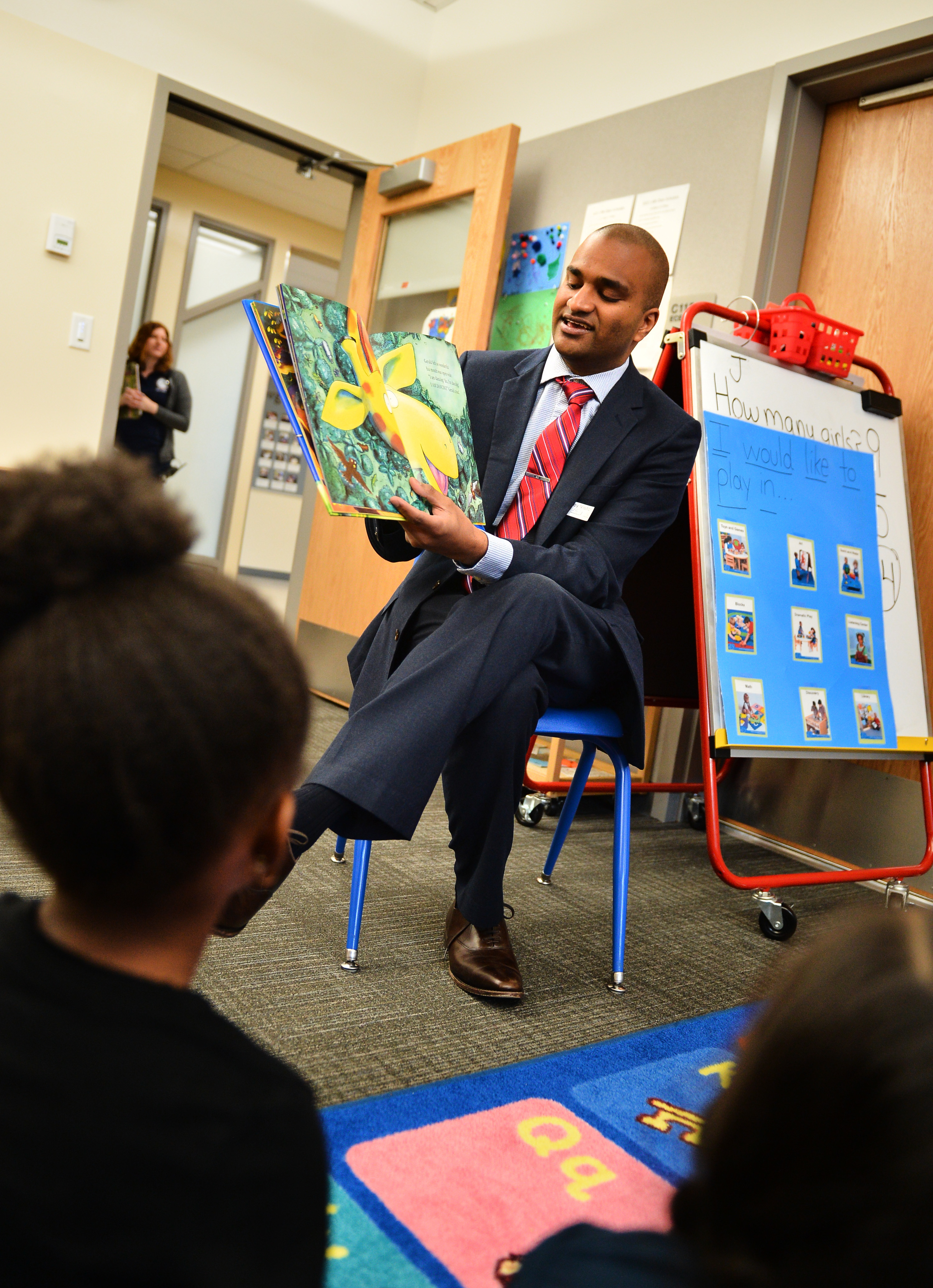
Ein Mitarbeiter von John Hickenlooper während des Vorlesens für Kinder an einer Schule in Aurora (Colorado)

An den Schulen ist von der Kindergartenstufe an der Besuch der Schulbibliothek fester Bestandteil des Stundenplans.
Besondere Aufmerksamkeit gilt in den USA der Zielgruppe der Reluctant Readers (deutsch: „widerwillige Leser“): Kindern und Jugendlichen, die gegen das Lesen bereits eine Abneigung entwickelt haben.
Zu den Organisationen, die sich der Leseförderung verschrieben haben, zählt die National Children’s Reading Foundation, deren Slogan lautet: Read to your child. It’s the most important 20 minutes of your day (deutsch: „Lies deinem Kind vor. Es sind die wichtigsten 20 Minuten eures Tages“). Nach einer Untersuchung des US-Arbeitsministeriums lasen Eltern von Kindern unter 6 Jahren im Zeitraum 2003/2006 pro Tag durchschnittlich 3,6 Minuten vor (Mütter: 4,8 Minuten, Väter: 1,8 Minuten). Nach einer Untersuchung aus dem Jahre 1997 verbrachten 3- bis 5-jährige Kinder im Wochendurchschnitt 86 Minuten mit Lesen, 6- bis 8-jährige 69 Minuten und 9- bis 12-jährige 75 Minuten (jeweils ohne Hausaufgaben).